# 崔錫
崔 錫（チェ ソク、朝鮮語: 최석、1917年10月5日 - 1982年7月）は大韓民国の軍人。初代軍紀司令部（憲兵）司令官。

## 経歴
1917年10月、咸鏡南道新浦に生まれる。早稲田大学在学中に学徒出陣して日本軍少尉。
1946年3月23日付で軍事英語学校卒業、任少尉(軍番10075番)。第8連隊の創設に参加。1948年3月11日、軍紀司令官（少領）。同年11月16日、中領（中佐）進級と同時に第18連隊長に就任。1949年7月、陸軍歩兵学校校長、任大領（大佐）。1950年3月から日本に渡り、第25師団で研修を受けた。
朝鮮戦争が勃発すると帰国し、1950年8月に第1訓練所長。同年9月、慶尚南道地区戒厳司令部馬山派遣隊長。同年10月、第3軍団参謀長。同年11月、第3師団長。1951年3月、陸軍本部前方指揮所長。4月、第9師団長。
1953年4月、捕虜交換引受団長。同年5月16日、任少将。捕虜交換任務を終えると陸軍歩兵学校長となり、同年9月28日、陸軍本部作戦教育局長に就任。1954年6月、アメリカ陸軍指揮幕僚大学に留学。1955年6月、第21師団長。
第3管区司令官（1956年7月）、第1軍副司令官（1957年8月）、陸軍本部管理参謀副長（1959年7月）、軍事停戦委員会韓国側首席代表（1959年7月21日）、第1軍団長（1960年4月）、第3軍団長（1960年7月）を歴任。1961年1月、任中将。同年5月、5・16軍事クーデターが起きると反対を表明。同年8月24日、予備役編入。

## 勲章
- 太極武功勲章（勲記番号192号） 1954年7月4日[16]
- レジオン・オブ・メリット 1954年5月13日[17]
- レジオン・オブ・メリット 1961年9月16日[18]